# Mireia Mollà
Mireia Mollà i Herrera (Elche, Alicante; 1982) es una política española, exdiputada en las Cortes Valencianas por la Compromís. Fue consejera de Agricultura, Desarrollo Rural, Emergencia Climática y Transición Ecológica de la Generalidad Valenciana desde el 17 de junio de 2019 hasta el 26 de octubre de 2022.

## Biografía
Es hija de Pasqual Mollà, líder de la corriente interna de EUPV Esquerra i País, embrionaria de Iniciativa del Poble Valencià, partido donde ambos militan.
Militante de Iniciativa del Poble Valencià, ha estudiado Estadística y trabajado en el Departamento de Contabilidad de la Universidad Miguel Hernández. Miembro del Consejo de la Juventud de Elche y participe de movimientos ecologistas y estudiantiles, formó parte de Joves de EU y del consejo nacional de Esquerra Unida del País Valencià (EUPV) entre 2003 y 2007. En las elecciones a las Cortes Valencianas de 2007 fue elegida diputada para la provincia de Alicante por la coalición Compromís pel País Valencià. 
En 2011 encabezó la candidatura autonómica de la nueva Coalición Compromís por la provincia de Alicante, revalidando el acta de diputada, en el que se convirtió en el tercer grupo parlamentario de las Cortes Valencianas.
En enero de 2013, era la diputada que más había intervenido en las Cortes Valencianas, con un total de 254 intervenciones. La seguía con 248 su compañero de formación Enric Morera, síndic de Compromís.
Fue elegida coportavoz de IdPV en el IV Congreso que el partido celebró en Valencia en el que Mónica Oltra dejaba el cargo y Francesc García renovaba como coportavoz. Junto a Mollà y García, se incorporaba a Miquel Real como tercer coportavoz del partido.
En 2015 se presentó a las primarias abiertas de Compromís para encabezar la lista de Compromís por la circunscripción de Alicante a las elecciones a las Cortes Valencianas, y a las elecciones municipales de Elche.  Ganó las primarias para encabezar la lista a las Cortes Valencianas por Alicante, y en las primarias de Elche fue ratificada como cabeza de lista, al no presentarse ningún otro candidato.
En las elecciones municipales de 2015 en Elche, Compromís sacó 15.000 votos y obtuvo 4 concejales. Mollà, elegida concejala en el Ayuntamiento, anunció que renunciaba a cualquier tipo de retribución por el cargo de concejala.  Entró en el gobierno municipal dirigido por el PSPV, ocupando la concejalía de cultura.
En 2019 entró a formar parte del Consejo como consejera de Agricultura, Medio Ambiente, Cambio Climático y Desarrollo Rural.  El 25 de octubre de 2022 fue sustituida por Isaura Navarro.